# Furriel
Furriel é um posto ou uma função existente nas forças armadas de vários países. Quando existe como posto, corresponde, normalmente, a uma graduação da categoria de sargento. Quando existe apenas como designação de uma função, refere-se, normalmente, a responsabilidades na área da logística.
Inicialmente o furriel era um oficial inferior de cavalaria, responsável pelas forragens dos cavalos. A designação vem do termo francês "fourrier", que, por sua vez, vem de "fourrage (forragem)".
No Exército Português, desde o século XVII até ao início século XIX, os furriéis desempenhavam, na cavalaria, as funções que os sargentos desempenhavam na infantaria e nas outras armas. Só no início do século XIX passaram a existir sargentos na cavalaria. Nos regimentos de infantaria passou a existir um único furriel (designado "furriel-mor") responsável pelo aquartelamento e logística das tropas. Em meados do século XVIII, foi extinta a função de furriel-mor e criado o posto de furriel de Infantaria, passando a existir um por cada companhia dos regimentos. No século XIX, o posto de furriel tornou-se a primeira graduação da categoria de sargento, em todas as armas do Exército, imediatamente superior ao posto de cabo e inferior ao de segundo-sargento.

## Furriel por países

### Brasil
Até meados do século XX, o posto de furriel era uma graduação do Exército, polícias e corpos de bombeiros militares estaduais brasileiros, e que era ocupada pelas praças entre as graduações de Cabo de esquadra e Segundo-sargento. Foi substituído pelo posto de terceiro-sargento. Atualmente é apenas uma função.

### Portugal
Atualmente, nas Forças Armadas Portuguesas, existem os postos de segundo-furriel e furriel, que são, respectivamente, a primeira e a segunda graduação para militares em regime de contrato ou de voluntariado, da carreira de sargentos do Exército e da Força Aérea. Em termos de graduação, o posto de furriel é imediatamente inferior ao de segundo-sargento e superior ao de segundo-furriel. Os furriéis e segundo-furriéis desempenham as mesmas funções dos segundo-sargentos, estando, tal como estes, integrados na categoria "OR-05", segundo a classificação da NATO.
Na Guarda Nacional Republicana existe apenas o posto de furriel, no qual são graduados os militares que terminam o 1.º ano do Curso de Formação de Sargentos. Ao terminarem o curso de dois anos, os militares são logo promovidos a segundo-sargento.
Na Marinha Portuguesa os postos correspondentes a furriel e a segundo-furriel, são designados, respetivamente, "primeiro-subsargento" e "segundo-subsargento".
No Exército, o posto de furriel foi extinto através do decreto de 30 de outubro de 1884 (Reorganização do Exército). Foi, no entanto, reintroduzido, no início do século XX. O posto de segundo-furriel foi introduzido em 1974, substituindo o anterior posto de primeiro-cabo miliciano.

#### Forma de tratamento
Coloquialmente, tanto o furriel como o segundo-furriel são tratados por "furriel": «meu furriel» (por um inferior hierárquico), «nosso furriel» (por um superior hierárquico), ou «senhor furriel» (em qualquer caso, incluindo por civis).

## Insígnias e distintivos de furriel

Exército Português (Furriel)
Exército Português (Segundo-furriel)
Exército Suíço (Fourrier)